# 秋篠全継
秋篠 全継（あきしの の またつぐ）は、平安時代初期の貴族。名は全嗣とも記される。

## 経歴
延暦15年（796年）一族と共に右京に貫付される（この時の位階は従七位上）。従五位下に叙爵されたのち、延暦23年（804年）で右衛士権佐に任官するが、桓武朝末の延暦25年（806年）には石見守に任ぜられ地方官に転じる。
大同5年（810年）薬子の変の発生後間もなく造西寺次官に任ぜられると、弘仁2年（811年）治部少輔、弘仁6年（815年）には造西寺長官に再任するなど、嵯峨朝では京官を歴任した。

## 官歴
『日本後紀』による。
- 延暦9年（790年） 12月30日：宿禰姓から朝臣姓に改姓
- 時期不詳：従七位上
- 延暦15年（796年） 7月19日：右京に貫付
- 時期不詳：従五位下
- 延暦23年（804年） 4月8日：右衛士権佐
- 延暦25年（806年） 正月28日：石見守
- 大同5年（810年） 9月16日：造西寺次官
- 弘仁2年（811年） 正月11日：治部少輔
- 弘仁6年（815年） 正月12日：造西寺長官